# Cybocephalus indicus
Cybocephalus indicus là một loài bọ cánh cứng trong họ Cybocephalidae. Loài này được Tian & Ramani miêu tả khoa học năm 2003.